# Phytocoris utahensis
Phytocoris utahensis är en insektsart som beskrevs av Knight 1961. Phytocoris utahensis ingår i släktet Phytocoris och familjen ängsskinnbaggar. Inga underarter finns listade i Catalogue of Life.